# Dioscorea kingii
Dioscorea kingii är en enhjärtbladig växtart som beskrevs av Reinhard Gustav Paul Knuth. Dioscorea kingii ingår i släktet Dioscorea och familjen Dioscoreaceae. Inga underarter finns listade i Catalogue of Life.